# Hemuševec
Hemuševec is een plaats in de gemeente Prelog in de Kroatische provincie Međimurje. De plaats telt 281 inwoners (2001).